# Bandinello Sauli
Bandinello Sauli (Génova, 1494 - Monterotondo, 29 de março de 1518) foi um cardeal do século XVII.

## Primeiros anos
Nasceu em Génova em Ca. 1494. De família nobre e patrícia. Quarto dos seis filhos de Pasquale Sauli e Mariola Giustiniani Longhi. Outro cardeal da família foi Antonio Maria Sauli (1587). Seu primeiro nome também está listado como Bendinello.

## Educação
Ele era um literati uomine (1) . (Nenhuma informação educacional adicional encontrada).

## Juventude
Participativo apostólico protonotário . Abreviatore minutæ pariter e scriptor de cartas apostólicas até 1511.

## Episcopado
Nomeado administrador da Sé de Malta em 5 de outubro de 1506; ocupou o cargo até ser nomeado bispo de Gerace e Oppido. Eleito bispo de Gerace e Oppido em 1509; renunciou ao governo da Sé em 19 de novembro de 1517. Consagrado (nenhuma informação encontrada).

## Cardinalato
Criado cardeal diácono no consistório de 10 de março de 1511 (2) ; recebeu o chapéu vermelho em 13 de março de 1511; e a diaconia de S. Adriano, 17 de março de 1511. Optou pelo título de S. Sabina, 24 de outubro de 1511. Participou no conclave de 1513 , que elegeu o Papa Leão X. Administrador da sé de Albenga, 5 de agosto, 1513; renunciou ao cargo em 19 de novembro de 1517. Cônego commendatário e prebendário do arquidiaconado de Saldaña, diocese de Leão. Optou pelo título de S. Maria in Trastevere, em 18 de julho de 1516. Deposto como cardeal e encarcerado no Castelo Sant'Angelo, Roma, em 22 de junho de 1517, pelo Papa Leão X por não lhe revelar o plano de assassinato do Cardeal Alfonso Petrucci. O mesmo papa restaurou o seu cardinalato em 31 de julho de 1517; sed non ad vocem ativa e passiva ; estes foram restaurados em 25 de dezembro de 1517.
Morreu em Monterotondo em 29 de março de 1518, sob suspeita de envenenamento. Transferido para Roma e sepultado na igreja de S. Maria in Trastevere